# Salix silicicola
Salix silicicola är en videväxtart som beskrevs av Hugh Miller Raup. Salix silicicola ingår i släktet viden, och familjen videväxter. Inga underarter finns listade i Catalogue of Life.